# Bandy
Bandy är en bollsport, issport, lagsport och vintersport. Bandy spelas på en isbana mellan två elvamannalag med en boll och klubbor, dock använder målvakterna inte klubba. Det gäller att med klubborna få in bollen i motståndarlagets målbur samt försöka hindra motståndarlaget att göra samma sak i det egna lagets målbur. Det lag som gjort flest mål då matchen är över har vunnit.
Oavgjorda matcher i utslagstävlingar avgörs med förlängning och, vid behov även straffslag. På organiserad nivå är tiden rullande, det vill säga den stoppas aldrig (ineffektiv tid), och delas upp på två halvlekar om 45 minuter vardera (på samma sätt som i fotboll; till skillnad från i ishockey, där man spelar effektiv tid). Om problem med sträng kyla eller om planen måste skottas ofta på grund av ymnigt snöfall brukar man komma överens om före matchstart att spela tre perioder om 30 minuter vardera, i mer extrema förhållanden har även 4x15 minuter tillämpats. I ungdomsmatcher är speltiden kortare, beroende på deltagarnas ålder.
Bandy räknas till hockeysporterna. Sporten har sin största popularitet i Sverige, Finland, Ryssland och Norge, även om intresset sakta börjat sprida sig över världen. Än så länge har dock endast Kazakstan kunnat utmana de nyss nämnda länderna om bandyns VM-medaljer på herrsidan. På damsidan har bara de fyra kärnländerna blivit medaljörer.
Kvinnor började i Sverige spela bandy under tidigt 1900-tal, och det finns film och fotografier på den tiden då kvinnor spelar i kjol. Den organiserade dambandyn slog igenom under 1970-talet. Damernas första officiella svenska mästerskap (SM) spelades 1973. Damernas första världsmästerskap spelades i Villmanstrand i Finland i februari 2004.

## Etymologi
Ordet bandy sägs komma från walesiskan, och betyda "böjd klubba". Under 1800-talet kallades sporten även för ishockey i Europa. I Sverige blev bandy det vedertagna namnet runt år 1910.
Spelet kallas poetiskt även för "leken med det lackröda nystanet" och "vinterns fotboll".

## Historia

### Allmänt

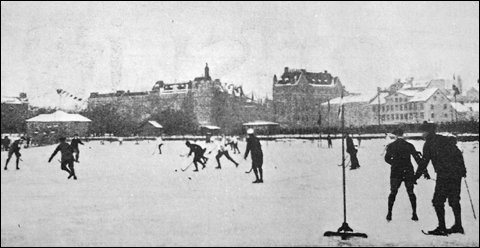
Bandy på Nybrovikens is i Stockholm februari 1901.

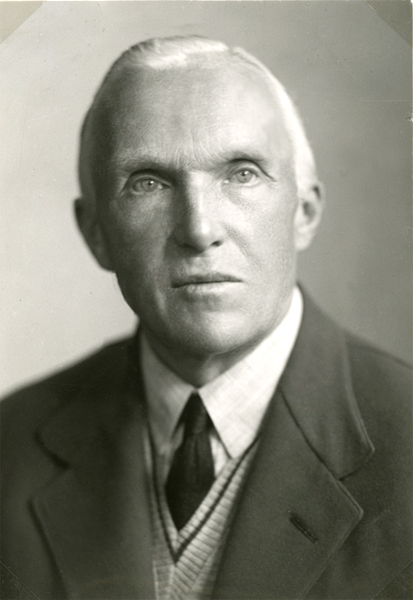
Clarence von Rosen introducerade bandy i Sverige.

Föregångare till dagens bandy spelades redan under medeltiden. På Island spelades ett spel som kallades knattleikr.  I Ryssland finns uppgifter om en bandyliknade sport från medeltiden. 
Den moderna bandyn har sitt ursprung i de nordöstra delarna av England i Storbritannien i mitten av 1800-talet. Staden Bury on Fen antas vara sportens födelseort. 1875 spelades den första reguljära bandymatchen – "Hockey on ice" – i Crystal Palace i London. 1882 enades bandyklubbarna i Fen-distriktet om vissa gemensamma regler, och en officiell gemensam regelbok tillkom 1891 vid grundandet av National Bandy Association, Englands riksorganisation för bandy, och samma år spelades den första internationella bandymatchen mellan Bury on Fen och Haarlem i Nederländerna. Därefter spred sig sporten snabbt i övriga Europa. Då engelska turister besökte vinterkurorter som Davos och Sankt Moritz, spreds spelet och snart även till städer som Budapest och Wien. Snart kom spelet även till Norden och introducerades i Sverige 1895 av greve Clarence von Rosen. Det var en av sporterna som fanns på programmet för Nordiska spelen.
Bandy spelades ursprungligen antingen med boll, eller en trätrissa (ungefär en puck), men sedan 1905 används alltid boll. Från början användes sjöis, men snart började man spola is på bollplaner på land.
I de flesta länderna försvann  intresset för bandy till förmån för ishockey, när ishockey 1920 blev en olympisk sport medan bandy inte blev det. I länder med milda vintrar var det också lättare att hantera ishockeyns mindre spelplan när konstfrusen is ännu inte användes. Intresset för bandyn levde kvar i Norden, utom Danmark, och i Sovjetunionen (framförallt Ryssland och Kazakstan).
När sporten var uppvisningssport vid vinter-OS 1952 i Oslo, deltog endast Norge, Finland och Sverige. Sovjetunionen, som hade en del egna regler, blev intresserat av ett utbyte med de nordiska länderna när de såg dem spela i Oslo. De viktigaste regeländringarna som man kom överens om var att de nordiska kortare klubborna och större målen samt den sovjetiska sargen och offsiden skulle gälla. 1955 bildades så det internationella förbundet och Sovjetunionen och Sverige möttes i Moskva i en match som slutade 3–3. Därefter vann Sovjetunionen alla matcher de möttes i under många år. Det första världsmästerskapet spelades 1957 i Helsingfors med herrlag från Finland, Sovjetunionen och Sverige. Under flera decennier spelades sedan VM bara mellan dessa tre samt Norge, som VM-debuterade vid det andra mästerskapet 1961. Konstfrusna banor började användas under 1950- och 1960-talen.
Från 1980-talet och framåt har sporten spridit sig till nya länder, mycket tack vare ivrigt missionerande från svenskt och ryskt håll. USA anslöt till VM under decenniet. Under 1980-talet spelades också de första landskamperna på damsidan. Bandy spelades för första gången på inomhusbana. Efter Sovjetunionens upplösning 1991 har flera länder som tidigare var delrepubliker i den unionen satt upp egna landslag. 1991 var också debutåret för Kanadas, Nederländernas och Ungerns landslag. Världsmästerskap för damer har spelats sedan 2004. Flera centraleuropeiska och ett antal östasiatiska länder har så småningom kommit att delta i VM, liksom ett afrikanskt land, Somalia. Kina arrangerade för första gången VM 2018; dam-VM i kinesiska Chengde det året blev det första VM:et någonsin som spelades på naturligt frusen sjöis.
Under 2020-talet har det internationella utbytet stannat av, först på grund av covid-pandemin som gjorde att inga VM kunde spelas 2020 och 2021, sedan på grund av rysk-ukrainska kriget som ledde till att VM 2022, som skulle ha hållits i Ryssland, ställdes in.

### Bandyns historia i Sverige
Bandyn introducerades i Sverige på 1890-talet och togs upp på programmet i de första Nordiska spelen 1901. Svenska mästerskap har spelats sedan 1907. Medan sporten från början var koncentrerad till framför allt Stockholm och Uppsala och spelades av officerare och akademiker, har den under 1900-talets gång spridit sig över landet och till alla samhällsgrupper. 
SM-finalen, Svenska bandyfinalen, har utvecklat sig till att bli en av sportårets stora händelser. Under åren 1913–1965 spelades finalen oftast på Stockholms stadion, sedan på Söderstadion i Stockholm 1967–1989. 1991–2012 var Studenternas IP i Uppsala spelplats för SM-finalen. Under åren 2013–2017 spelades SM-finalen inomhus, först på Friends Arena i Solna och därefter på Tele2 Arena i Stockholm, men 2018 - 2023 återvände den till Studenternas IP. Från och med 2024 spelas SM-finalen åter inomhus, på  ABB Arena i Västerås.
Säsongen 1970/1971 inrättade Sverige ett seriespel för damer som täckte hela landet, med två fyralagsgrupper och finalmatch mellan vinnarna, vilken fick svensk mästerskapsstatus säsongen 1972/1973.
Det finns numera ett bandymuseum i anslutning till Hälleforsnäs gjuterimuseum i Sverige.

### Bandyns historia i Finland
Finland var en del av Ryssland fram till 1917 och influerades därifrån i idrottssammanhang. Bandy var den första lagsporten som det spelades finska mästerskap i, från och med 1908 (finska mästerskap i fotboll spelades också för första gången 1908, men först några månader senare med hänsyn till årstiden). När Finland hade blivit självständigt inleddes landskampsutbyten med Sverige och med Estland och på 1950-talet var Finland med och bildade Internationella bandyförbundet (FIB). Finland är det enda landet vid sidan av Sverige och Sovjetunionen/Ryssland som har blivit världsmästare i sporten. Den högsta ligan, Bandyligan, är halvprofessionell.

### Bandyns historia i Norge
Bandyn har funnits i Norge ungefär lika länge som i Sverige och även om den aldrig har varit lika populär där så har den en obruten tradition sedan sekelskiftet 1900. Norska mästare har korats varje år sedan 1912, förutom några år på 1940-talet på grund av andra världskriget. Fram till slutet av 1920-talet spelade man med sjumannalag och kallade också sporten för ishockey.
När Norge var värd för olympiska vinterspelen 1952 och olympiska vinterspelen för ungdomar 2016 spelades uppvisningsmatcher i bandy mellan nordiska landslag. 
Norge var med och bildade Internationella bandyförbundet och har deltagit i de flesta VM-turneringarna. Den högsta nationella serien heter Eliteserien.

### Bandyns historia i Ryssland
Även om bandyn i sin nuvarande form huvudsakligen går tillbaka till den sport som utvecklades i England på 1800-talet, så räknar man i Ryssland sporten som en rysk uppfinning och den kallas där också för rysk hockey. Anledningen är att en snarlik sport spelades i Ryssland sedan minst lika lång tid tillbaka som i England. Under sovjettiden var bandyn obligatorisk idrott under värnpliktsutbildningen, vilket ledde till att de flesta ryska män kom i kontakt med sporten. Sovjetunionen var med och bildade Internationella bandyförbundet och dess plats där togs över av Ryssland när Sovjetunionen upplöstes. Det ryska mästerskapet ses som en fortsättning på det sovjetiska mästerskapet, vars första säsong spelades under 1930-talet.

### Bandyns historia i Kazakstan
Kazakstan var en del av Sovjetunionen när Dynamo Alma-Ata vann det dåvarande sovjetiska klubbmästerskapet för herrar 1977 (och Europacupen säsongen efter). Dynamo Alma-Ata blev också sovjetiska mästare 1990. Efter Sovjetunionens upplösning 1991 dröjde det inte länge innan Kazakstan bildade ett eget nationellt förbund, som blev medlem i Internationella bandyförbundet 1993. Landet har flera gånger lyckats ta brons i VM.

### Bandyns historia i Centraleuropa
I början av 1900-talet spelades bandy i Nederländerna, Schweiz, Tyskland och Österrike-Ungern. Ett österrikiskt nationellt mästerskap avgjordes åtminstone en gång, år 1911, och vinnare blev D.E.G. Prag från Prag i nuvarande Tjeckien. På 1920-talet övergick många bandyspelare till ishockey i stället, men i Nederländerna levde bandyn kvar som en sällan spelad sport och i början av 1970-talet anslöt sig landet till FIB. Bandyn har så småningom återintroducerats i blygsam skala i Tjeckien, Tyskland och Ungern. I Ungern finns Városliget i Budapest som numera används för bandy och som invigdes under 1920-talet som världens första konstfrusna isbana.

### Bandyns historia i Nordamerika
Bandyn introducerades i USA av svenskar i slutet av 1970-talet, och har fått fäste i Minnesota. Även i Kanada har man tagit upp sporten.

## Bandy i världen

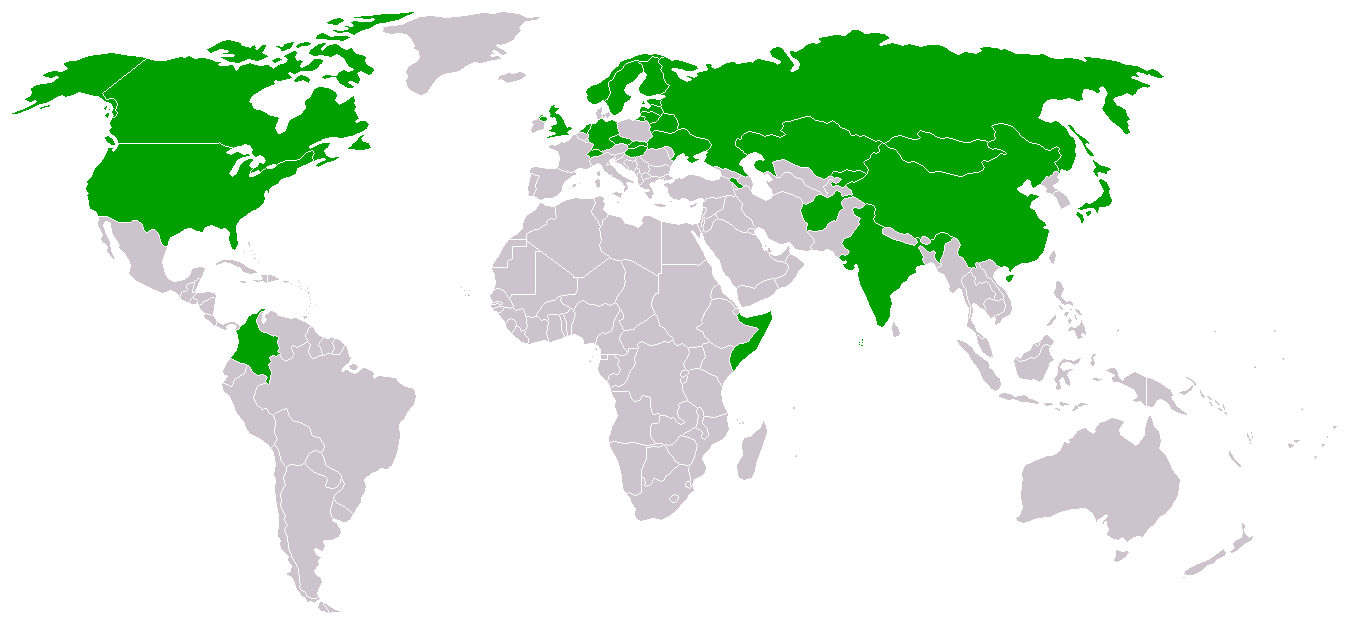
Karta över de länder (gröna) som ingår i Federation of International Bandy.

Bandy utvecklades i England och spelades i flera länder i Europa kring sekelskiftet 1900, men några decennier senare överlevde sporten huvudsakligen i Norden och Sovjetunionen. I Sovjetunionen utvecklades en del egna regler och bandyn ses sedan länge som en rysk nationalsport. De nordiska länderna möttes i landskamper.
Vid vinter-OS i Oslo 1952 bestämde sig norrmännen för att ha bandy som demonstrationssport och Finland, Norge och Sverige spelade mot varandra. Detta uppmärksammades av ryssarna, som föreslog landskampsutbyte med de nordiska länderna. Den 12 februari 1955 bildades det internationella bandyförbundet av de nationella förbunden i Finland, Norge, Sovjetunionen och Sverige och reglerna standardiserades. Förbundet arrangerar världsmästerskap i bandy för herrar, som har spelats sedan 1957. Sedan slutet av 1970-talet spelas bandy även på organiserad nivå i Kanada och USA, och sporten har senare även blivit större i bland annat Ungern och Vitryssland. 
Norge gjorde debut i det andra världsmästerskapet 1961, USA 1985, Kanada, Nederländerna och Ungern 1991, Kazakstan 1995, Vitryssland 2001, Estland 2003, Mongoliet 2006 och Lettland 2007. Kirgizistan deltog 2012 men har därefter uteblivit. Armenien och Litauen anmälde intresse för deltagande 2011 men deltog ej. Japan deltar sedan 2012, Ukraina tillkom 2013 och 2014 gjorde Somalia och Tyskland debut. Intresse har även visats från Australien, Indien och Serbien.
Seriespel bedrivs i flera länder. I Ryssland var grundserien tidigare indelad i östgrupp och västgrupp, men säsongen 2009–2010 spelades en rak serie. Sveriges högsta division var från premiärsäsongen 1931 indelad i norrgrupp och södergrupp, vissa säsonger även centralgrupp – men sedan säsongen 2007/2008 spelar man för första gången med en rak och landsomfattande elitserie. I Norge är serien rak och landsomfattande. Även Finland har ett omfattande seriespel. Många av de bästa nordiska spelarna värvas numera till ryska lag, där stor, intresserad publik och förekomsten av rika sponsorer har drivit upp de högsta spelarlönerna till miljonbelopp.
Nationella bandyförbund finns eller har funnits i följande länder:
Argentina, Armenien, Australien, Colombia, Estland, Finland, Indien, Irland, Italien, Kanada, Kazakstan, Kina, Kirgizistan, Lettland, Litauen, Mongoliet, Nederländerna, Norge, Polen, Ryssland, Schweiz, Serbien, Slovakien, Storbritannien, Sverige, Tjeckien, Tyskland, Ungern, Ukraina, USA och Vitryssland. Det finns också ett bandyförbund för Somalia, men även om det formellt tillhör den somaliska nationella idrottsrörelsen så bedriver det sin verksamhet i Sverige; det somaliska landslaget består av somalier som har utvandrat till Sverige och Kanada.
Brasilianska issportförbundet frågade i juli 2009 Internationella bandyförbundet vad som krävs för medlemskap. Colombia och Slovakien blev medlemmar 2017.
Internationella bandyförbundet har länge önskat få med bandy på det olympiska vinterprogrammet, men fortfarande vid vinter-OS 2018 fanns det inte med.

## Regler

En bandyplan.

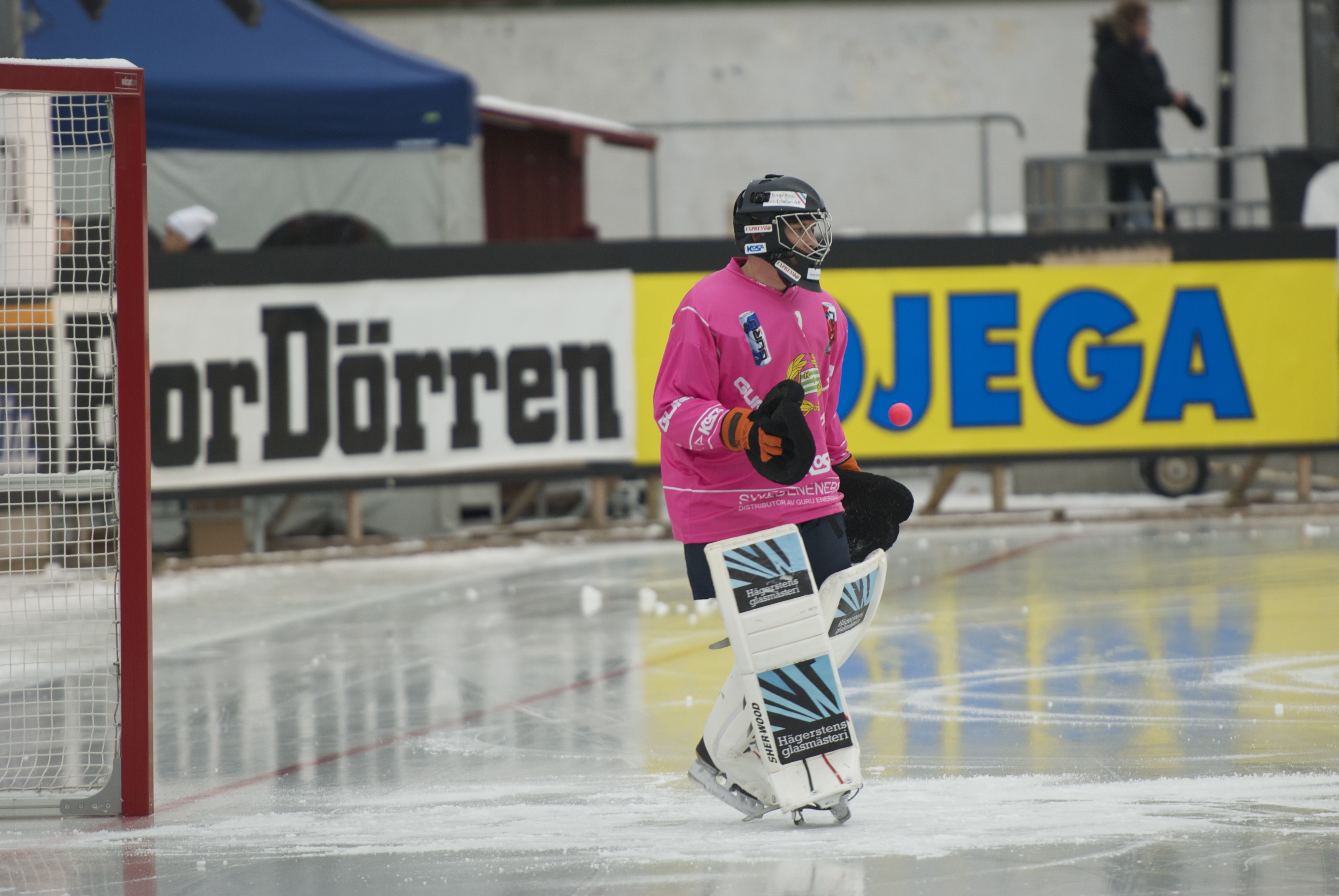
Målvakten spelar utan klubba.

Domaren markerar med kort i olika färger att han meddelar straff för vissa förseelser:
- Gult kort delas ut till laget och ska ses som ett observandum för övriga spelare. Det delas aldrig ut för oschysst spel.
- Rött kort delas ut vid regelvidrigheter som resulterar i utvisning för resten av matchen samt kan innebära förbud att delta i kommande matcher.
- Blått kort delas ut för regelvidrigheter som spelförstörelse eller protester mot domare eller motståndare. Det resulterar i  tio minuters utvisning.
- vitt kort delas ut för regelvidrigheter som spelförstörelse eller protester mot domare eller motståndare. Vitt kort resulterar i fem minuters utvisning.

Under några år kring 2010 användes inte blå och vita kort i Sverige, men de har fortfarande varit en del av de internationella reglerna och använts i andra länder.

### Planen
Bandy spelas på en plan gjord av is, med en kortsida på 60–65 meter och en långsida på 90–110 meter. Mitt på plan löper en  5–8 cm tjock röd linje från långsida till långsida Mitt på mittlinjen märks planens mitt ut med en punkt på 15 cm i diameter och runt den en cirkel med fem meters radie. I alla fyra hörnen ritas en kvartscirkel ut med en radie på en meter. Några centimeter utanför varje hörn ställs en hörnflagga med en flagga i spetsen i klar färg. 
Längs långsidorna löper en 15 cm hög, och fyra cm tjock sarg som löper ända ner till 1–3 meter från kortlinjen. Varje sargsektion är fyra meter lång. Fyra sargsektioner på fram- och baksida skall vara rödmålade, två stycken skall vara placerade på var sida om mittlinjen framför spelarbänkarna.
Framför varje mål märks ett straffområde ut med en halvcirkel på 17 meters radie från målets mitt. 12 meter framför målets mitt märks en straffpunkt ut med en punkt på 15 cm diameter. På straffområdeslinjen märks två punkter med 15 cm diameter 17 meter från straffområdes skärningspunkt med kortlinjen. 
Målet är 2,1 meter högt och 3,5 meter brett. Två mål, ett mitt på vardera kortlinje, placeras mitt emot varandra på planen. Målen har ett djup på 1 meter upptill och 2 meter nertill. Ribban och stolparna skall var 5–8 cm tjocka och rödmålade. Stolpens baksida ska vara placerad mot kortlinjens bakre begränsningslinje.

### Spelet

#### Bollen

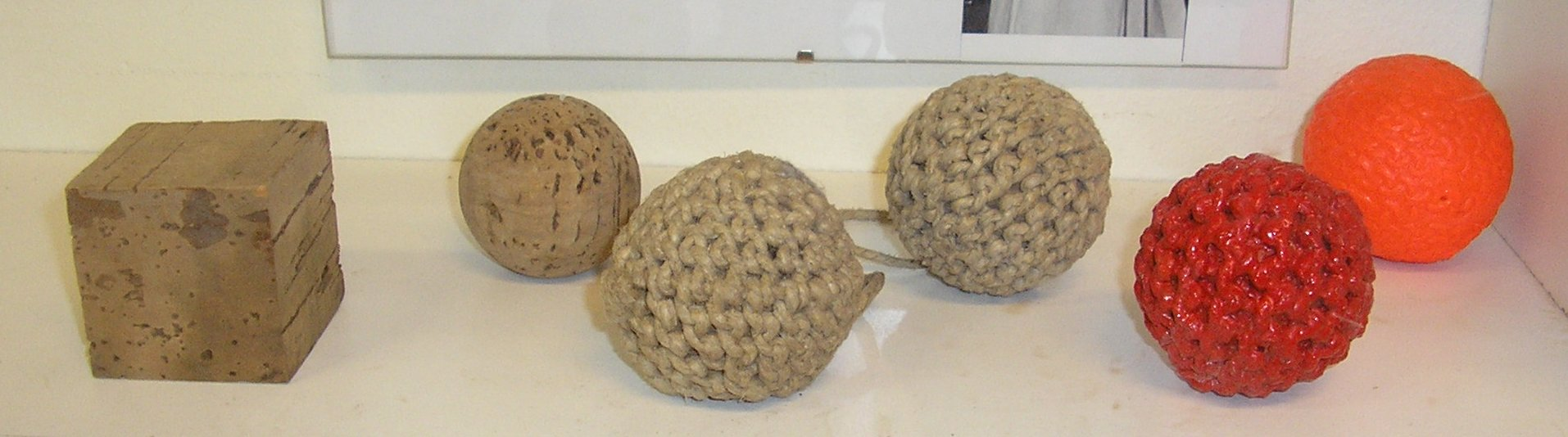
Föremålen visar stegen vid tillverkningen av en gammaldags bandyboll. Längst till höger: en modern orange bandyboll gjord av gummi.

Bandybollen ska vara tillverkad i godkänt material och ha en lätt synlig färg (mörkröd, orange, rosa eller cerise). Bollen skall ha regelbunden studs och skall vara godkänd av det nationella bandyförbundet, i Sverige alltså av Svenska bandyförbundet. I en och samma match skall bara bollar av samma färg och nyans användas.
Bollen finns huvudsakligen i två olika diametrar – den mindre på 60 mm och den större varianten på 62,4 mm. Även den så kallade ryska bollen på 63,8 mm är godkänd. Bollen väger 60 gram och består i regel av en korkkula som är täckt av gummi eller gummiliknande plast i cerise färg.

#### Klubban
Klubban ska vara böjd och tillverkad i ett godkänt material. Klubban får inte någonstans överstiga sju cm bredd, med eller utan lindning, och får inte vara längre än 127 cm. Böjen på klubban får inte vara vinklad (hookad) eller i liknande färg som bollen. Klubban är gjord av trä eller komposit och får inte innehålla metalldelar eller ha några vassa delar.
Bladet på klubban finns tillgängligt i fem olika dimensioner där böj 1 är minst och 5 är störst. Vanligast inom spel på elitnivå är böj 4.

#### Skridskon
Alla spelare och funktionärer på isen ska bära skridskor. Dessa får inte ha några vassa kanter som kan vara farliga för andra spelare. Minskning av skridskoskenans tjocklek genom exempelvis valsning av skridskon är inte tillåten; däremot får den slipas nedtill för att ge en bättre glidyta (om eventuella vassa spetsar som uppstår rundas av).

## Utrustning

### Spelare
Varje utespelare använder en bandyklubba gjord av trä eller komposit. Bladet på träklubbor har vanligen en glasfiberstrumpa utanpå träet. Klubban är bågformad och utplanad nedtill och har ett 1,2 meter långt skaft.
Skridskor är nödvändiga för att kunna röra sig över planen. Till skillnad från ishockeyskridskor har bandyskridskor ingen plös bak och man åker oftast på hela skenan. Bandyskridskor skiljer sig från ishockeyskridskor också genom att bladet är något längre, vilket medger högre fart men å andra sidan kan inskränka möjligheten till snabba svängar något. Det passar bättre för bandyplanens storlek.
Man bör även använda hjälm, munskydd, benskydd, armskydd, halsskydd och suspensoar för att skydda sig. Fram till att det blev hjälmtvång i Sverige säsongen 1965/1966 var kepsen den självklara huvudbonaden för utövarna. Under 1950-talet kom dock ett inslag av toppluvor att konkurrera. Kepsen kunde vara stoppad med bolster för att förhindra allvarligare skallskador.

### Publik
Det har uppstått en kultur kring bandy, som innebär att åskådarna ofta följer vissa mönster i utrustningen de har med sig. Utöver sedvanliga supportersaker som halsdukar i lagfärger och flaggor med klubbsymboler, har man ofta haft med sig en bandyportfölj med värmande dryck i termos. Med tanke på sportens vinterkaraktär, klär man sig varmt i tjock ytterrock, overall eller dunställ.

## Träning
Bandy kräver mycket god kondition. Därför är träningen mycket inriktad på konditionsträning och skridskoträning men är också inriktad på uppspelsövningar.
Ett klassiskt moment inom uppspelsövningarna i bandy är den så kallade överlämningen. Två spelare åker mot varandra, bollförande spelaren lite längre "upp" i banan, och bollen petas sedan till den mötande spelaren. Detta används oftast för att snabbt byta sida på spelet och på det sättet komma förbi motståndarnas defensiva uppställning.

## Väder och vind

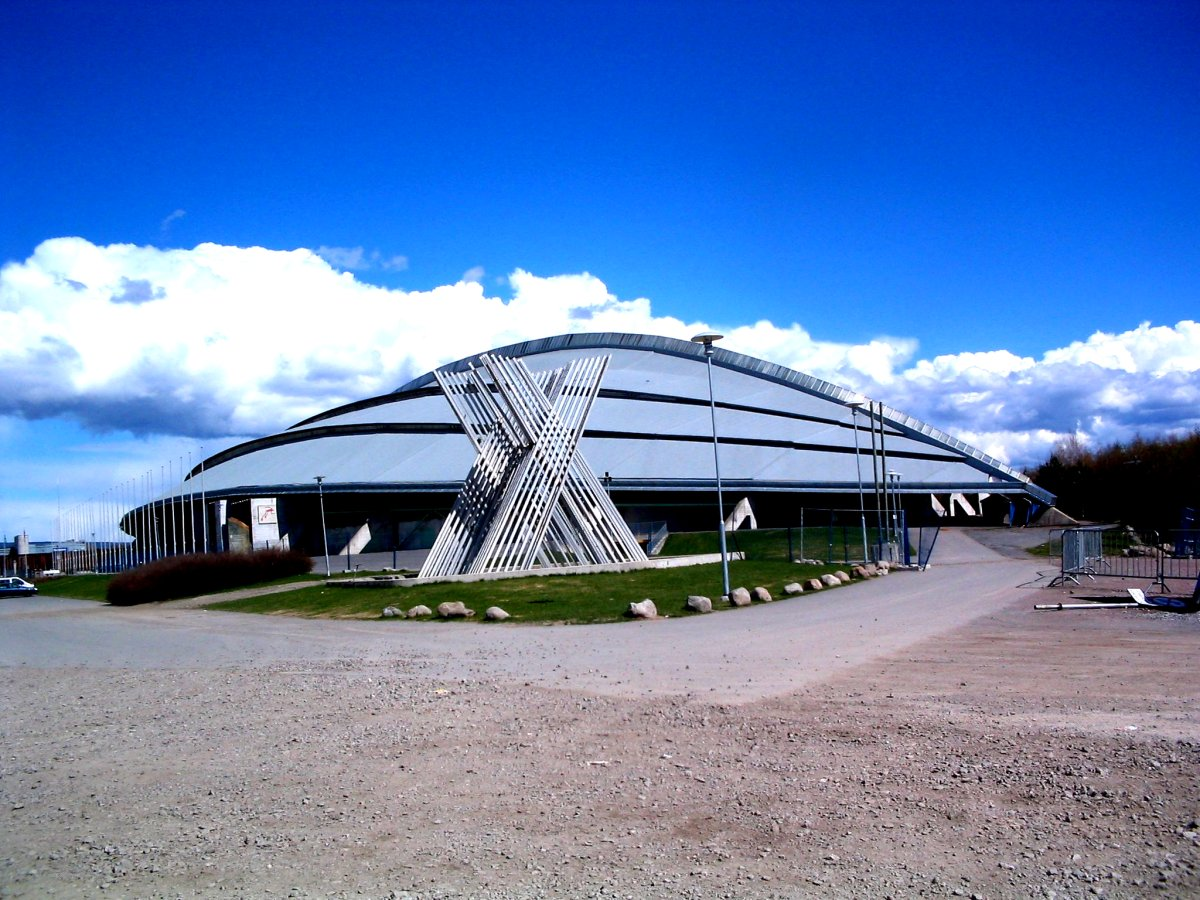
Vikingskipet i Hamar, Norge invigdes 1993.

För att kunna bedriva sporten under perfekta förhållanden, utan påverkan från vädrets makter, började man under 2000-talets första decennium bygga allt fler hallar för inomhusspel, precis som man gjorde inom ishockeyn under 1900-talet. Bland annat har spridningen av bandy till varmare breddgrader samt det uppmärksammade hotet om global uppvärmning och dess konsekvenser för vintersporten använts som argument då bandyn började "flytta inomhus". På ungdoms- och motionsnivå förutspås dock bandyn även i framtiden att på kallare breddgrader mestadels utövas utomhus.
I Sverige byggdes den första bandyhallen, Edsbyn Arena, i Edsbyn, och invigdes den 22 september 2003. Senare har även flera andra orter byggt hallar, såsom Sandviken, Västerås, Örebro, Vänersborg, Trollhättan, Lidköping, Rättvik, Ale, Uppsala (träningshall), Vetlanda, Åby och Nässjö. Nya multievenemangsarenor i storstadsområdena, såsom nationalarenan Friends Arena och Stockholmsarenan Tele2 Arena, kan med sina öppningsbara tak fungera som både ute- och innearenor för bandy.

## Bildgalleri

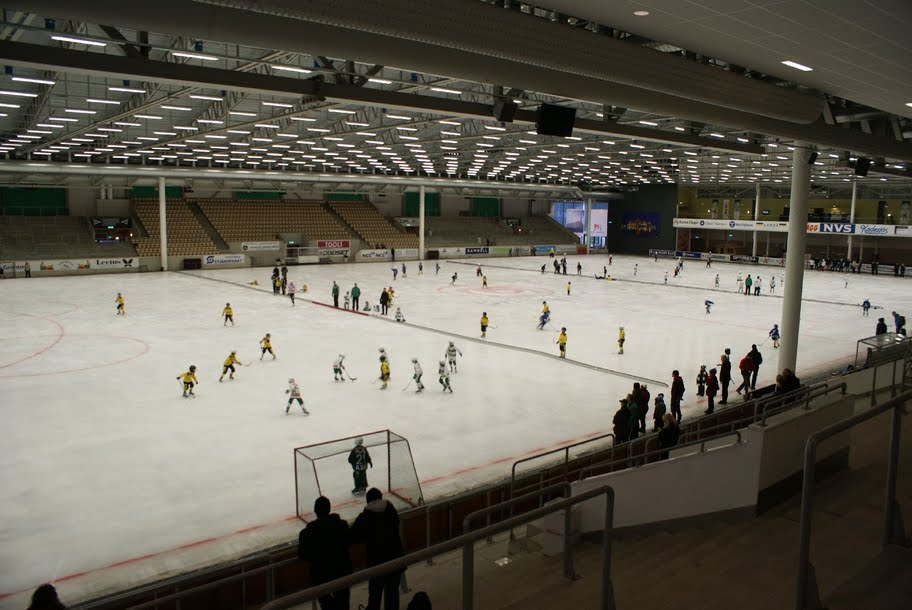
Bandymatcher i ABB Arena Syd i Västerås.

## Besläktade sporter
- Fotboll
- Ishockey
- Innebandy
- Landbandy
- Landhockey
- Shinty